# دریاچه یسئی
دریاچه یسئی (انگلیسی: Lake Yessey) یک دریاچه در سرزمین کراسنویارسک کشور روسیه است.